# San Pedro Guerrero
San Pedro Guerrero är en ort i Mexiko.   Den ligger i kommunen Altamirano och delstaten Chiapas, i den sydöstra delen av landet, 800 km öster om huvudstaden Mexico City. San Pedro Guerrero ligger 767 meter över havet och antalet invånare är 123.
Terrängen runt San Pedro Guerrero är kuperad åt nordväst, men åt sydost är den bergig. San Pedro Guerrero ligger nere i en dal. Runt San Pedro Guerrero är det glesbefolkat, med 19 invånare per kvadratkilometer. Närmaste större samhälle är Morelia, 17,6 km nordväst om San Pedro Guerrero. I omgivningarna runt San Pedro Guerrero växer i huvudsak städsegrön lövskog.